# Убийство Индиры Ганди
Убийство премьер-министра Индии Индиры Ганди было совершено в среду, 31 октября 1984 года в Нью-Дели (национальный столичный округ Дели) в 9:20 по местному времени. Ганди была смертельно ранена несколькими выстрелами двух своих охранников-сикхов на выходе из своей резиденции на Сафдарджанг-роуд, 1.

## Предыстория
В июне 1984 года индийская армия по приказу Индиры Ганди провела силовую операцию по ликвидации сикхских экстремистов, устроивших базу и наладивших производство оружия и гранат в главной святыне сикхизма — Золотом храме в Амритсаре. Это привело к многочисленным человеческим жертвам, в том числе среди мирных паломников. В результате в радикальных сикхских кругах возникла идея мести.
Несколько позднее представители разведки рекомендовали службе безопасности устранить всех сикхов от непосредственной охраны премьер-министра. Влиятельный лидер Индийского национального конгресса и ближайший соратник Индиры Ганди Раджиндер Кумар Дхаван рекомендации проигнорировал. Как выяснилось впоследствии на допросах, от превентивных мер отказалась сама Ганди, желая продемонстрировать доверие к сикхам.

## Убийство
Утром 31 октября у Индиры Ганди было запланировано телеинтервью с Питером Устиновым, английским писателем, драматургом и актёром. При выборе платья она остановилась на традиционной сари шафранового цвета, при этом сняв пуленепробиваемый жилет. Дорога к приёмной, где ждала съёмочная группа, шла через открытый двор и была усыпана белой щебёнкой. По краям дежурили два телохранителя-сикха в синих тюрбанах — Беант Сингх и Сатвант Сингх.
Как было установлено позднее, чтобы оказаться в это время на посту, мимо которого будет проходить Индира Ганди, Беант Сингх заранее поменялся сменами с другим охранником, а Сатвант Сингх сообщил, что у него якобы было расстройство кишечника, и поэтому был назначен на пост, рядом с которым находился туалет. Поравнявшись с ними, она приветливо улыбнулась, в ответ Беант Сингх, стоявший слева, выхватил револьвер 38 калибра и трижды выстрелил в Ганди. После этого Сатвант Сингх из пистолета-пулемёта Стерлинга выпустил по уже упавшей Индире очередь из 30 пуль в упор. Затем преступники положили оружие на землю, а Беант Сингх сказал: «Я сделал то, что должен был. Теперь вы делайте, что хотите». Как сообщил позднее Устинов, было 9 часов 28 минут 27 секунд утра.
Первыми появившиеся на месте происшествия сотрудники Индо-Тибетской пограничной стражи Тарсем Сингх Джамвал и Рам Саран задержали убийц и доставили их в дом охраны. Спустя несколько минут там началась стрельба, в результате которой Беант Сингх был убит, а Сатвант Сингх тяжело ранен, но выжил. Причина, по которой по уже задержанным сикхам был открыт огонь, не вполне ясна. Согласно официальной версии, Беант попытался отобрать автомат у охранника, а Сатвант выхватил спрятанный кинжал. По другой версии, расстрел был неспровоцированным и вызван гневом охранников.
Индира Ганди была срочно доставлена в Индийский институт медицины в 9:30, куда прибыли лучшие врачи. Восемь пуль поразили жизненно важные органы, ранения оказались смертельными. Спустя 4 часа 50 минут после ранения она была объявлена мёртвой.

## Последствия
Известие о смерти Индиры Ганди вызвало волну сикхских погромов в Дели и других городах Индии. В течение нескольких дней (31 октября — 3 ноября), по официальному правительственному отчёту, было убито не менее 2800 человек, в том числе около 2100 в Дели. Толпы громили дома сикхов и принадлежавшие им заведения, останавливали в поисках сикхов поезда и автомобили, забивали сикхов до смерти или сжигали их. Женщины подвергались групповым изнасилованиям. По сообщениям свидетелей, некоторые сотрудники правоохранительных и правительственных органов поощряли погромщиков к насилию и даже снабжали их оружием. По состоянию на 2009 год, лишь 20 человек были привлечены к ответственности за участие в погромах и убийствах.
Церемония прощания с Индирой Ганди, на которую пришли миллионы людей, проходила во дворце «Тин Мурти хаус». Через два дня она была кремирована по индуистскому обряду на берегу Джамны. Погребальный костер зажёг лично Раджив Ганди, сын и новый премьер-министр. Выступая перед народом, он сказал: «Моя мать отдала жизнь за то, чтобы индийцы жили одной семьёй. Не позорьте её память!»
По окончании официального 12-дневного траура, в соответствии с завещанием, её прах был развеян над Гималаями.
В завещании, составленном Индирой до трагедии, она написала, что дом Мотилала Неру «Обитель радости» передан ею в фонд памяти Джавахарлала Неру, что авторские права, книги по искусству, небольшую ферму и дом неподалеку от Мехраули завещает своим внукам Рахулу и Приянке. Дорожку, на которой Индира Ганди получила смертельные ранения, закрыли хрустальным куполом — подарком от правительства Чехословакии.
После смерти Индиры Ганди Индийский национальный конгресс (ИНК) и правительство Индии возглавил её старший сын Раджив. Спустя семь лет, в 1991 году, он был убит террористкой-смертницей из организации «Тигры освобождения Тамил-Илама» — в ответ на ввод индийских войск в Шри-Ланку в середине 1980-х. В настоящее время ИНК возглавляет его вдова Соня Ганди, невестка Индиры Ганди; она привела партию к сенсационной победе на выборах в парламент в мае 2004 года.

## Суд над заговорщиками
Сатвант Сингх и ещё один участник заговора, Кехар Сингх, были 22 января 1986 года приговорены к смертной казни и 6 января 1989 года повешены в тюрьме Тихар в Нью-Дели. Перед казнью в Дели и в штатах Харьяна и Пенджаб были приняты меры против возможных волнений, тюрьма Тихар и правительственные здания в течение 24 часов находились под усиленной охраной. Тела казнённых были кремированы.
Ещё один обвиняемый — Балбир Сингх — был также приговорён к смертной казни, но в 1988 году Верховный суд Индии признал его невиновным и оправдал.